# Aleksandr Podbeltsev
Aleksandr Yuryevich Podbeltsev (tiếng Nga: Александр Юрьевич Подбельцев; sinh ngày 15 tháng 3 năm 1993) là một tiền đạo bóng đá người Nga. Anh thi đấu cho F.K. Baltika Kaliningrad.

## Sự nghiệp câu lạc bộ
Anh có màn ra mắt tại Giải bóng đá chuyên nghiệp quốc gia Nga cho FC SKVO Rostov-on-Don ngày 10 tháng 4 năm 2014 trong trận đấu với FC MITOS Novocherkassk.